# Нортвуд (Охајо)
Нортвуд (енгл. Northwood) град је у америчкој савезној држави Охајо.

## Демографија
По попису из 2010. године број становника је 5.265, што је 206 (-3,8%) становника мање него 2000. године.
| Група             | 2000.         | 2010.         |
| Белци             | 5.091 (93,1%) | 4.759 (90,4%) |
| Афроамериканци    | 33 (0,6%)     | 38 (0,7%)     |
| Азијати           | 54 (1,0%)     | 58 (1,1%)     |
| Хиспаноамериканци | 223 (4,1%)    | 306 (5,8%)    |
| Укупно            | 5.471         | 5.265         |